# Hudson Hawk
Hudson Hawk er en amerikansk actionkomediefilm fra 1991 instrueret af Michael Lehmann og skrevet af Bruce Willis, der også spiller titelrollen som mestertyven Hudson Hawk.

## Medvirkende
- Bruce Willis
- Danny Aiello
- Andie MacDowell
- James Coburn
- Sandra Bernhard
- Richard E. Grant
- David Caruso

## Ekstern henvisning
- Hudson Hawk på Internet Movie Database (engelsk)
- Hudson Hawk på Filmdatabasen
- Hudson Hawk på Scope
- Hudson Hawk i Svensk Filmdatabas (svensk)
- Hudson Hawk på AlloCiné (fransk)
- Hudson Hawk på MovieMeter (nederlandsk)
- Hudson Hawk på AllMovie (engelsk)
- Hudson Hawk hos American Film Institute (engelsk)
- Hudson Hawk på Turner Classic Movies (engelsk)
- Hudson Hawk på The Movie Database (engelsk)